# 불교 여성주의
불교 여성주의(Buddhist feminism)는 불교 내부에서 여성의 종교적, 법적, 사회적 지위를 증진시키고자 하는 운동이다. 불교적 관점의 여성주의 신학이라고 할 수 있다. 불교 여성주의자 리타 그로스는 불교 여성주의를 “여성과 남성의 공통된 인간됨의 근본적 실천”이라고 말한다.

## 같이 보기
- 아난다